# Pohár FAČR žen
Pohár FAČR žen (dříve zvaný také Pohár ČMFS žen, Pohár Komise fotbalu žen či Pohár KSŽ), je česká fotbalová soutěž, zastávající funkci národního poháru žen. Nastupují v něm celky napříč spektrem českých ženských fotbalových ligových soutěží a hraje se vyřazovací systém.
První ročník poháru se odehrál v sezóně 2007/08. Nejúspěšnějším klubem je AC Sparta Praha s deseti tituly.

## Přehled finálových utkání
| Sezóna  | Vítěz           | Výsledek      | Finalista           | Místo zápasu   | Ref.   |
| ------- | --------------- | ------------- | ------------------- | -------------- | ------ |
| 2007/08 | AC Sparta Praha | 5:1           | SK Slavia Praha     | Humpolec       | [ 4 ]  |
| 2008/09 | AC Sparta Praha | 7:0           | FC Slovácko         | Slaný          | [ 5 ]  |
| 2009/10 | AC Sparta Praha | 8:0           | TJ Sokol Stará Lysá | Humpolec       | [ 6 ]  |
| 2010/11 | AC Sparta Praha | 0:0, 5:4 pen. | SK Slavia Praha     | Čelákovice     | [ 7 ]  |
| 2011/12 | AC Sparta Praha | 8:0           | SK DFO Pardubice    | Plzeň          | [ 8 ]  |
| 2012/13 | AC Sparta Praha | 2:2, 5:4 pen. | SK Slavia Praha     | Chomutov       | [ 9 ]  |
| 2013/14 | SK Slavia Praha | 1:0           | AC Sparta Praha     | Prosek         | [ 10 ] |
| 2014/15 | AC Sparta Praha | 0:0, 5:4 pen. | SK Slavia Praha     | Prosek         | [ 11 ] |
| 2015/16 | SK Slavia Praha | 2:0           | AC Sparta Praha     | Prosek         | [ 12 ] |
| 2016/17 | AC Sparta Praha | 2:0           | SK Slavia Praha     | Třeboň         | [ 13 ] |
| 2017/18 | AC Sparta Praha | 3:1           | FC Slovácko         | Velké Meziříčí | [ 14 ] |
| 2018/19 | AC Sparta Praha | 1:1, 3:2 pen. | SK Slavia Praha     | Prosek         | [ 15 ] |
| 2021/22 | SK Slavia Praha | 2:0           | AC Sparta Praha     | Prosek         | [ 16 ] |
| 2022/23 | SK Slavia Praha | 1:1, 4:2 pen  | AC Sparta Praha     | Vlašim         | [ 17 ] |
| 2023/24 | SK Slavia Praha | 2:0           | FC Slovácko         | Velké Meziříčí | [ 18 ] |
| 2024/25 | SK Slavia Praha | 2:1           | AC Sparta Praha     | Praha-Radotín  | [ 19 ] |